# Journal of Neuroimmune Pharmacology
Das Journal of Neuroimmune Pharmacology, abgekürzt J. Neuroimmune Pharm., ist eine wissenschaftliche Fachzeitschrift, die vom Springer-Verlag veröffentlicht wird. Die Zeitschrift ist ein offizielles Publikationsorgan der Society of Neuroimmune Pharmacology und erscheint derzeit mit vier Ausgaben im Jahr. Es werden Arbeiten veröffentlicht, die die Immunologie, Pharmakologie und die experimentellen Neurowissenschaften zusammenbringen.
Der Impact Factor lag im Jahr 2014 bei 4,11. Nach der Statistik des ISI Web of Knowledge wird das Journal mit diesem Impact Factor in der Kategorie Neurowissenschaften an 58. Stelle von 252 Zeitschriften und in der Kategorie Pharmakologie und Pharmazie an 39. Stelle von 254 Zeitschriften geführt.